# Guido Garnier
Guido Garnier († zwischen 1176 und 1182) war Herr von Caesarea im Kreuzfahrerkönigreich Jerusalem. Seine Eltern waren Hugo Garnier und Isabella von Gothman.
Beim Tod seines Vaters (1167 oder später) beerbte er diesen als Herr von Caesarea.
Guido lässt sich zuletzt 1176 urkundlich belegen. Er starb anscheinend ohne Nachkommen, jedenfalls trat sein Bruder Walter II. Garnier spätestens 1182 als sein Erbe und neuer Herr von Caesarea auf.